# Wabasso, Minnesota
Wabasso là một thành phố thuộc quận Redwood, tiểu bang Minnesota, Hoa Kỳ. Năm 2010, dân số của thành phố này là 696 người.

## Dân số
- Dân số năm 2000: 643 người.
- Dân số năm 2010: 696 người.